# Marcin Zawiła

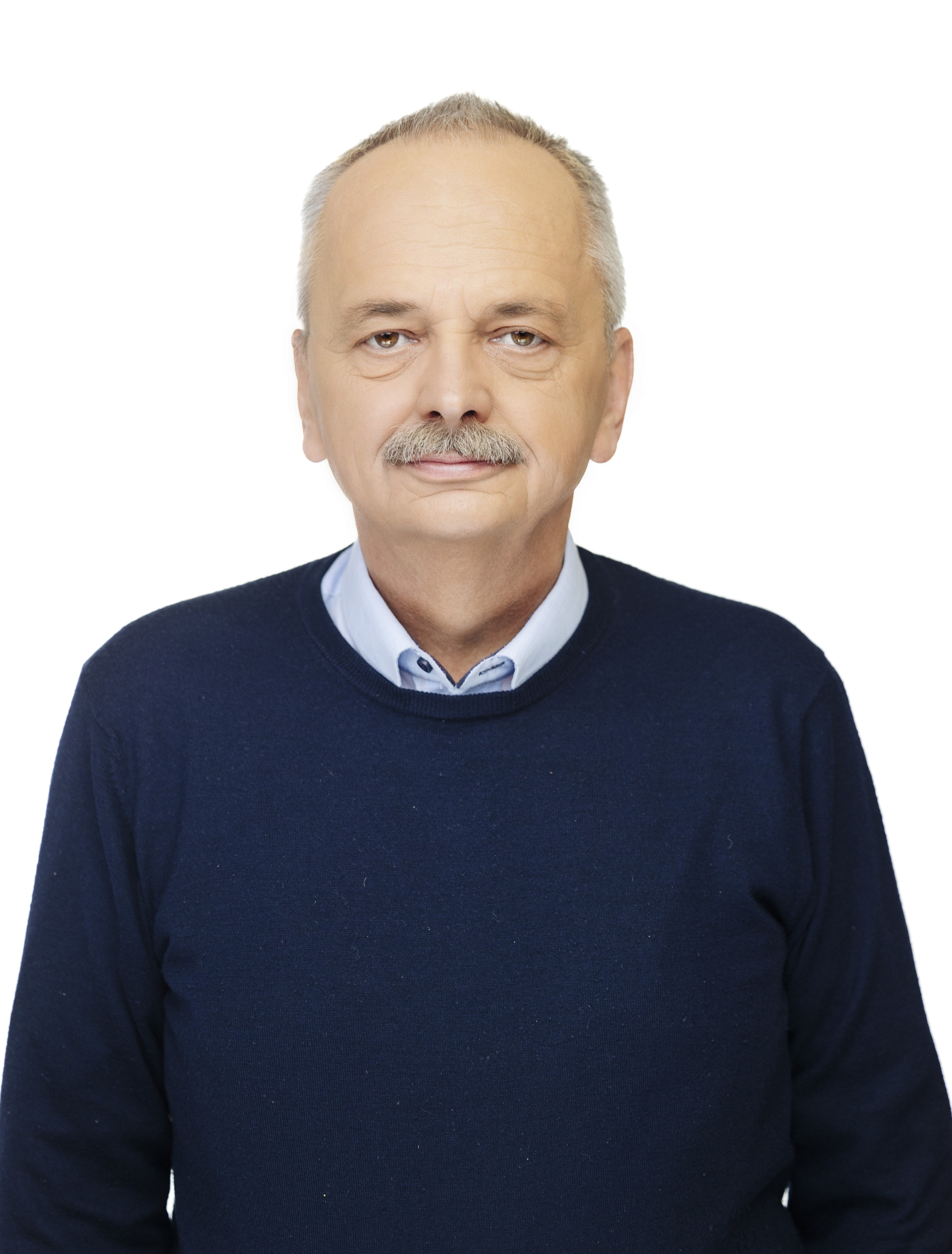
Marcin Zawiła (2023)

Marcin Edward Zawiła (* 6. Mai 1958 in Jelenia Góra) ist ein polnischer Politiker der Platforma Obywatelska (Bürgerplattform). Er war von 1993 bis 2001 und 2007 bis 2011 in der II., III. und VI. Wahlperiode Mitglied des Sejm und gehört seit 2023 dem Senat der Republik Polen an.

## Leben und Beruf
Marcin Zawiła studierte Geschichte an der Katholischen Universität Lublin und schloss das Studium mit einem Magister ab. Von 1986 bis 1990 arbeitete er als Gymnasiallehrer. Später war er Direktor der Stadtbibliothek von Jelenia Góra. 
Marcin Zawiła ist verheiratet.

## Politik
In den 1980er Jahren engagierte Zawiła oppositionell und war Vorsitzender des örtlichen Komitees der Solidarność in Jelenia Góra. Er gehörte auch dem Unabhängigen Studentenverband NZS an.
1990 wurde er zum Stadtpräsidenten von Jelenia Góra gewählt. In dieser Zeit war er auch Präsident der Euroregion Neiße. 1993 bis 1997 war Marcin Zawiła als Mitglied der Unia Demokratyczna (Demokratische Union) im Sejm. Die folgende Legislaturperiode (1997–2001) war er wiederum im Sejm, diesmal als Vertreter der Unia Wolności (Freiheitsunion). Bei der Wahl 2001 scheiterte er mit der UW an der Sperrklausel. 2003 rückte er für Artur Zieliński in den Woiwodschaftssejmik der Woiwodschaft Niederschlesien nach. Anschließend kandidierte er jeweils vergeblich bei der Europawahl 2004 und 2005 bei einer Nachwahl zum Senat der Republik Polen für die UW. Bei den vorgezogenen Parlamentswahlen 2007 trat Zawiła im Wahlkreis 1 Legnica für die Platforma Obywatelska, der er seit August 2006 angehört, an und konnte mit 14.133 Stimmen erneut ein Mandat für den Sejm erringen. Er arbeitet in den Kommissionen für Wirtschaft, nationale Verteidigung sowie Kultur und Massenmedien mit (Stand 2009). 2010 kandidierte er erneut als Stadtpräsident von Jelenia Góra und konnte sich gegen seinen Vorgänger Marek Obrebalski durchsetzen. Obwohl Mitglied der PO trat er, wie auch 2014, mit seinem eigenen Wahlkomitee „ändern wir Jelenia Gora“ an. Nach seiner Wiederwahl 2014 trat er im Oktober 2015 vorübergehend aus der PO aus, kehrte aber 2016 in die Partei zurück. Bei der Kommunalwahl 2018 trat er nicht mehr als Stadtpräsident an, wurde aber auf der Liste des Wahlbündnisses Koalicja Obywatelska aus PO und Nowoczesna in den Sejmik der Woiwodschaft Niederschlesien gewählt. Für dieses Wahlbündnis wurde er 2023 in den Senat gewählt.

## Ehrungen
- 2011 Silbernes Verdienstkreuz der Republik Polen[10]